# 高雄日本人学校

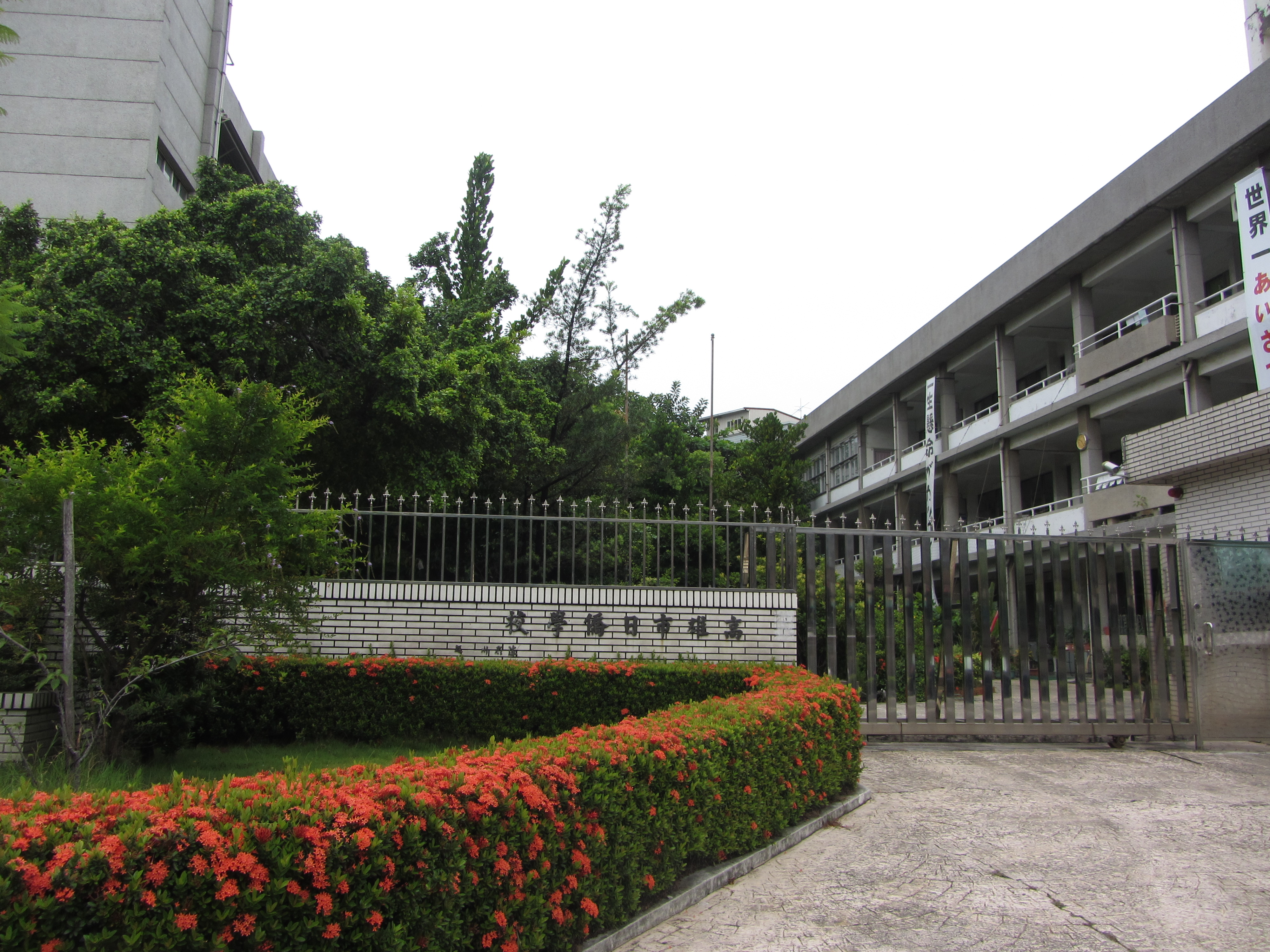
高雄日本人学校 - 旧校区

高雄日本人学校（たかおにほんじんがっこう）、台湾高雄市苓雅区にある文部科学省によって認定された日本人学校。小学校と中学校に分かれており在台湾日本人のために初等教育と中等教育を行っている。
「嘉南大圳之父：八田與一傳」の著者である古川勝三が、1980年に文部省の海外派遣教師として赴任している。